# Traulia antennata
Traulia antennata är en insektsart som beskrevs av Bolívar, C. 1917. Traulia antennata ingår i släktet Traulia och familjen gräshoppor. Inga underarter finns listade i Catalogue of Life.